# Hydata insatisfacta
Hydata insatisfacta är en fjärilsart som beskrevs av Claude Herbulot 1988. Hydata insatisfacta ingår i släktet Hydata och familjen mätare. Inga underarter finns listade i Catalogue of Life.